# Politika
Politika (en serbe cyrillique : Политика) est un quotidien serbe publié à Belgrade. Il est considéré comme le journal de référence de la presse serbe.
L'édition papier de Politika est publiée en alphabet cyrillique serbe.

## Présentation

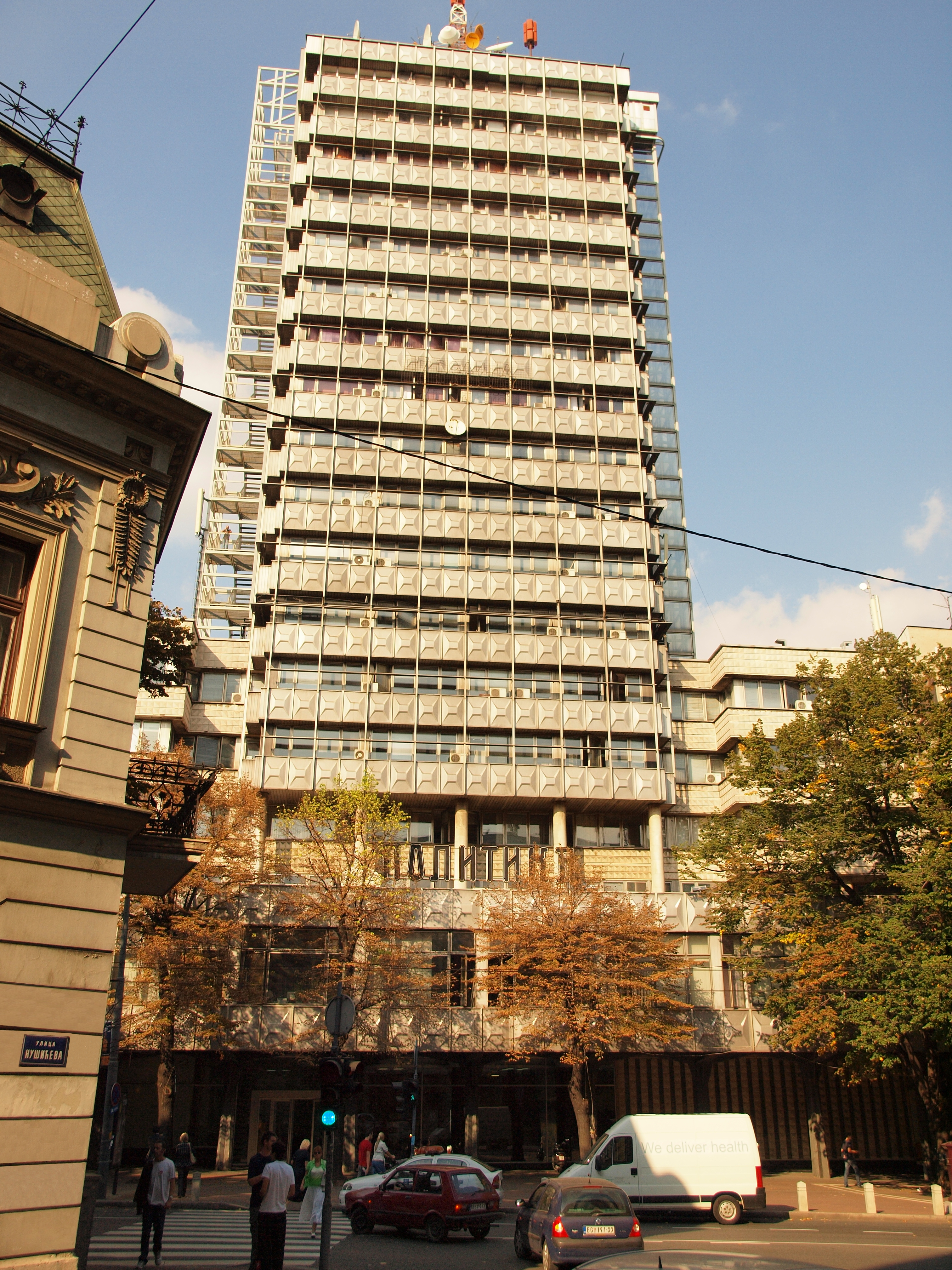
Le siège de Politika

Politika a été fondé le 25 janvier 1904 par Vladislav F. Ribnikar. Il est publié par Politika Novine i Magazini, « Politika Journaux et Magazines » (PNM), une entreprise commune créée par Politika a.d., une société privée serbe, et par la Westdeutsche Allgemeine Zeitung (WAZ), chacun des deux groupes possédant 50 % du capital. Politika Novine i Magazini publie également le quotidien sportif Sportski žurnal et de nombreux périodiques comme Politikin zabavnik, fondé en 1939. PNM possède aussi 1 100 kiosques à journaux en Serbie et au Monténégro. 
Depuis sa création, Politika a ouvert ses colonnes aux personnalités les plus éminentes de Serbie. Parmi ses contributeurs, on peut citer  Branislav Nušić, Ivo Andrić, Vasa Popović, Zuko Džumhur, Ljubomir Vukadinović, Miroslav Radojčić, Moše Pijade, etc.
En 2002, Politika a publié en un feuilleton de 28 épisodes le livre de Thierry Meyssan sur le 11-Septembre. En 2008, il a publié un dossier du même auteur sur Nicolas Sarkozy.
RTV Politika a été créé en 1990. Cette radio et cette télévision appartiennent majoritairement à Politika a.d. Elles possèdent leurs propres fréquences et leurs propres transmetteurs qui couvrent la plus grande partie du territoire de la Serbie et 90 % de sa population.

## Politika a.d. Beograd
La société Politika a.d. Beograd (code BELEX : PLTK) est cotée à la Bourse de Belgrade.

### Historique
Politika a.d. Beograd a été admise au marché non régulé de la Bourse de Belgrade le 23 mars 2007 ; elle en a été exclue le 21 mai 2012 et a été admise au marché réglementé.

### Données boursières
Le 20 juin 2013, l'action de Politika a.d. Beograd valait 12 RSD (0,10 EUR). Elle a connu son cours le plus élevé, soit 2 592 RSD (22,59 EUR), le 2 avril 2007 et son cours le plus bas, soit 9 RSD (0,07 EUR), le 26 avril 2013.
Le capital de Politika a.d. Beograd est détenu à hauteur de 79,38 % par des entités juridiques, dont 31,06 % par l'État serbe, 21,45 % par l'Akcionarski fond Beograd et 12,12 % par Elektroprivreda Srbije, la plus importante compagnie d'énergie de Serbie.